# Reino de Singapura
El Reino de Singapura o Reino de Singapur (malayo: Kerajaan Singapur) fue un reino malayo que se piensa existió en la isla de Singapur desde c. 1299 hasta su caída en 1398. El consenso entre los historiadores señala el año de 1299 como el año de la fundación del reino por Sang Nila Utama (también conocida como "Sri Tri Buana"), cuyo padre es Sang Sapurba, quien según la leyenda es el gran antepasado común de la mayoría de las monarquías malayas en la esfera cultural malaya. La historicidad de este reino, basada en la narración dada en el Sulalatus Salatin (Anales Malayos), es el tema de debates académicos, y muchos historiadores consideran a su último gobernante Parameswara (o Sri Iskandar Shah) como una verdadera figura histórica. La evidencia arqueológica de Fort Canning y las orillas cercanas del río Singapur, sin embargo, ha demostrado la existencia de un asentamiento próspero y un puerto de comercio en el siglo XIV.
El asentamiento se desarrolló en el siglo XIII o XIV y pasó de ser un pequeño puesto comercial de Srivijaya a un centro de comercio internacional vinculado a la dinastía Yuan. Sin embargo, fue reclamado por dos potencias regionales en ese momento, Ayutthaya desde el norte y Majapahit desde el sur. Como resultado, la capital fortificada del reino fue atacada por al menos dos grandes invasiones extranjeras antes de ser finalmente saqueada por tripulaciones de Majapahit en 1398 de acuerdo con el Sulalatus Salatin, o los siameses según fuentes portuguesas. El último rey, Parameswara o Iskandar Shah, huyó a la costa oeste de la península malaya para establecer el Sultanato de Malaca en 1400.

## Historia
La serie de redadas lanzadas por el Imperio Chola en el siglo XI había debilitado al una vez poderoso imperio de Srivijaya. A fines del siglo XIII, Srivijaya ya fragmentada llamó la atención del rey expansionista javanés Kertanegara de Singhasari. En 1275, decretó la expedición Pamalayu para invadir Sumatra. Hacia 1288, las fuerzas expedicionarias navales de Singhasari con éxito saquearon Jambi y Palembang y pusieron a Srivijaya a su merced. La destrucción completa de Srivijaya causó una gran diáspora de los príncipes y nobles srivijayanos. Se produjeron rebeliones contra el gobierno de Java y los príncipes malayos que huían intentaron revivir el imperio, que dejó el área del sur de Sumatra sumida en el caos y la desolación.
En la era de Srivijayan, Temasek (Singapur) era un pequeño puesto de comercio y estaba habitado principalmente por Orang Lauts. Históricamente, los Orang Laut eran muy leales a los reyes malayos. Patrullaban las áreas marinas adyacentes, repelían a otros piratas menores, dirigían a los comerciantes a los puertos de sus señores malayos y mantenían el dominio de esos puertos en la zona.
La historia de los gobernantes de Singapur fue reconstruida sobre la base del Sulalatus Salatin, aunque las pruebas corroborantes son escasas.